# Cyanopterus depressi
Cyanopterus depressi är en stekelart som beskrevs av Henry Lorenz Viereck 1912. Cyanopterus depressi ingår i släktet Cyanopterus och familjen bracksteklar. Inga underarter finns listade i Catalogue of Life.